# Genomkämpat

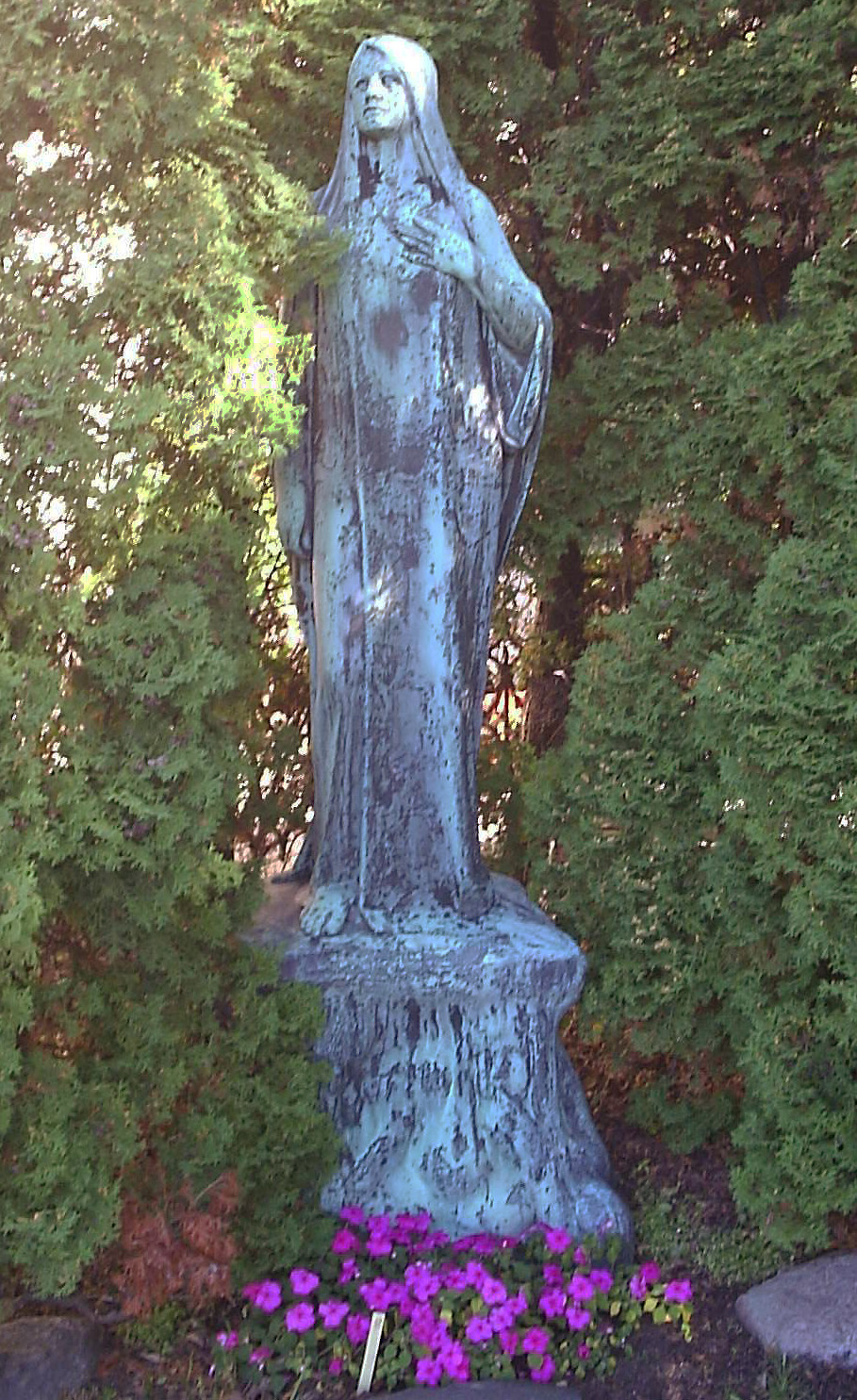
Konstnären Stephan Walters bronsstaty, står sedan 1925 utanför Örgryte gamla kyrkas tornport.

Genomkämpat är en staty till höger om huvudentrén till Örgryte gamla kyrka i Göteborg.
Bronskonstverket av en kvinna är utfört av Stephan Walters i Berlin. Originalet återfinns på en av Berlins kyrkogårdar, och heter på tyska Durchgerungen. Runt sockeln finns fyra ansikten.